# Murça
Pour les articles homonymes, voir Murça (homonymie).
Murça est une municipalité (en portugais : concelho ou município) du Portugal, située dans le district de Vila Real et la région Nord.

## Géographie
Murça est limitrophe :
- au nord, de Valpaços,
- à l'est, de Mirandela,
- au sud-est, de Carrazeda de Ansiães,
- au sud-ouest, d'Alijó,
- au nord-ouest, de Vila Pouca de Aguiar.

## Démographie
| 1801  | 1849  | 1900  | 1930  | 1960   | 1981  | 1991  | 2001  | 2004  |
| ----- | ----- | ----- | ----- | ------ | ----- | ----- | ----- | ----- |
| 4 531 | 4 975 | 6 857 | 7 886 | 10 364 | 8 518 | 7 371 | 6 752 | 6 476 |

| 2011  | - | - | - | - | - | - | - | - |
| ----- | - | - | - | - | - | - | - | - |
| 5 952 | - | - | - | - | - | - | - | - |

## Subdivisions
La municipalité de Murça groupe 10 paroisses (freguesia, en portugais) :
- Candedo
- Vilares e Carva
- Fiolhoso
- Jou
- Murça
- Noura
- Palheiros
- Valongo de Milhais
- Candedo

## Accessibilité
- Autoroute A4 qui mène de Porto jusqu'en Espagne en passant par Bragance, Mirandela, Vila Real et Amarante.